# Conigephyra rufiterga
Conigephyra rufiterga är en fjärilsart som beskrevs av Heinrich Benno Möschler 1910. Conigephyra rufiterga ingår i släktet Conigephyra och familjen tofsspinnare. Inga underarter finns listade i Catalogue of Life.